# Dzieło osierocone
Dzieło osierocone – utwór, do którego prawdopodobnie nie wygasły autorskie prawa majątkowe i jednocześnie nie ma możliwości dotarcia do właścicieli tych praw. Tego rodzaju utworów nie można upublicznić, a dostęp do nich jest możliwy jedynie w czytelniach bibliotek, archiwach i  prywatnych zbiorach. Nie można takich dzieł udostępnić w ogólnie dostępnych w internecie bibliotekach elektronicznych, nie można opublikować ich wznowień, a także włączać do antologii czy wykorzystywać ich fragmentów w innych dziełach. Problem dzieł osieroconych ogranicza też silnie zakres domeny publicznej, gdyż z braku zarejestrowanych danych o właścicielach praw majątkowych znaczna część utworów, które powinny się w niej znaleźć, pozostaje niepewna prawnie.
Problem dzieł osieroconych powstał w efekcie stałego wydłużania czasu ochrony majątkowych praw autorskich przy jednoczesnym braku istnienia nowego i zarzucenia już istniejących systemów rejestracji właścicieli tych praw. 
Nie jest znany dokładny odsetek dzieł, które zaliczają się do tej kategorii, wiadomo jedynie, że jest to odsetek znaczny. Np. Biblioteka Kongresu Stanów Zjednoczonych oszacowała, że ok. 85% nagrań muzycznych powstałych do 1968 r. i przechowywanych w tej bibliotece nie może zostać upowszechniona publicznie poza murami tej instytucji, ze względu na niemożność łatwego dotarcia do prawdopodobnych właścicieli praw autorskich do nich.

## Prawo Stanów Zjednoczonych
Problem dzieł osieroconych w Stanach Zjednoczonych próbowano rozwiązywać wielokrotnie. M.in. pod koniec lat 90 XX w. przyjęto ustawę Fairness in Music Licensing Act, poszerzającą zakres dozwolonego użytku osieroconych i dawno nie wznawianych utworów muzycznych.  W 2000 r. Komisja Europejska wytoczyła jednak proces arbitrażowy przed WTO w sprawie naruszenia Konwencji Berneńskiej przez Stany Zjednoczone poprzez przyjęcie Fairness in Music Licensing Act, który wygrała, co poważnie spowolniło rozwój prac nad rozwiązaniem problemu dzieł osieroconych w USA.
Problem dzieł osieroconych podjęty został w USA ponownie w 2005 r. przez amerykański Copyright Office, którego pracownicy zaproponowali utworzenie tzw. funduszu martwej ręki, do którego odprowadzałoby się pewien niewielki procent zysków ze sprzedaży i udostępniania dzieł osieroconych. Środki te byłyby przeznaczane na ew. tantiemy dla tych autorów, którzy upomnieliby się o swoje prawa. Odpowiedni projekt ustawy utknął jednak w 2006 w Kongresie w efekcie protestów organizacji reprezentujących interesy grupowe twórców i wydawców twórczości. Prace nad wprowadzeniem tego prawa są jednak kontynuowane. 

## Prawo Unii Europejskiej
W Unii Europejskiej poszczególne kraje próbowały na różne sposoby rozwiązywać problem utworów osieroconych, każdy z tych systemów miał jednak różnego rodzaju wady. W dwóch krajach (Dania, Węgry) istniały systemy prawne dające pewne możliwości publikowania utworów osieroconych, w paru innych (Francja, Holandia) podjęto próbę „obejścia problemu za pomocą specjalnych rozporządzeń rządowych umożliwiających «społeczne licencjonowanie» utworów osieroconych przez wybrane instytucje państwowe”. 
Węgierski system, obsługiwany od 1999 r. przez tamtejszy urząd patentowy, wymagał udokumentowania poszukiwań właścicieli praw poprzez ogłoszenie w ogólnokrajowej gazecie faktu wszczęcia  tychże, a następnie, o ile właściciel się nie zgłosił, złożenia wniosku i opłaty (ok 350 EUR). Po analizie wniosku węgierski urząd patentowy przyznawał status utworu osieroconego, który umożliwiał jego opublikowanie, również w celach komercyjnych. W 2009 r. zmieniono zasady tego systemu aby dostosować go legislacji Unii Europejskiej. System ten okazał się dość niewydolny – skorzystało z niego tylko kilka instytucji w stosunku do niewielkiej liczby utworów  i jeszcze mniej podmiotów komercyjnych. 
Komisja Europejska stworzyła w 2007 r. raport na temat dzieł osieroconych i trudności związanych z ich digitalizacją, który następnie został poszerzony w 2008 i 2009 r. W maju 2011 r. Komisja ogłosiła finalny projekt dyrektywy, który, mimo wielu negatywnych opinii wyrażonych w ramach konsultacji społecznych, został przyjęty na drodze konsensusu w Parlamencie Europejskim 13 września 2012. Zgodnie z przyjętym aktem, prawo do rozpowszechniania utworów osieroconych mają wyłącznie niekomercyjne instytucje kultury (muzea, archiwa, biblioteki), po wcześniejszej starannej próbie odszukania właścicieli majątkowych praw autorskich, przy czym udostępnienie to może się odbywać jedynie w formie elektronicznej.

### Prawo polskie
Do 2015 r. kwestia publikowania utworów osieroconych nie była uregulowana. W praktyce oznaczało to ryzyko naruszenia autorskich praw osobistych i majątkowych i związane z tym konsekwencje karne i cywilne, w momencie gdy już po publikacji utworu ujawni się ich autor i/lub właściciel. Zgodnie z dyrektywą 2012/28/UE o dziełach osieroconych, kraje członkowskie, w tym Polska, miały obowiązek zaimplementować ją do swojego prawa krajowego do 29 października 2014 r. W latach 2013–2014 trwały dyskusje nad kształtem tej implementacji, w formie cyklicznych sesji organizowanego przez Ministerstwo Kultury i Dziedzictwa Narodowego Forum Prawa Autorskiego'. Pierwsze Forum odbyło się 28 marca 2013, drugie miało miejsce 10 czerwca 2013. 
11 września 2015 Sejm RP przegłosował nowelizację ustawy o prawie autorskim i prawach pokrewnych, w ramach których dodano oddział 5 rozdziału 3 dotyczący definicji, zasad ustalania oraz zasad dozwolonego użytku utworów osieroconych. Dozwolony użytek został ograniczony do zastosowań niekomercyjnych przez wymienione instytucje państwowe (biblioteki publiczne, archiwa państwowe, państwowe uczelnie i instytucje badawcze, państwowe instytucje kultury, których celem jest gromadzenie i udostępnianie zbiorów), i tylko w celu realizacji służących interesowi publicznemu ich statutowych zadań. Instytucje te przed udostępnieniem publicznym utworów muszą przeprowadzić w sposób staranny i w dobrej wierze poszukiwania każdego z uprawnionych, którym przysługują autorskie prawa majątkowe i, dopiero gdy tacy się nie znajdą, utwór jest wpisywany na wniosek Ministra Kultury i Dziedzictwa Narodowego do bazy danych utworów osieroconych prowadzonej przez Urząd Harmonizacji Rynku Wewnętrznego Unii Europejskiej.

## Inne państwa
Inne rozwiązanie przyjęto w Kanadzie, gdzie powstało biuro „martwej ręki”, do którego można się zgłaszać z dowodami na to, że mimo wysiłków nie udało się dotrzeć do autora, po czym biuro po sprawdzeniu swoich rejestrów udziela specjalnej licencji na użycie dzieła osieroconego.